# Manos: The Hands of Fate
Manos: The Hands of Fate er en amerikansk horrorfilm fra 1966, der blev skrevet, produceret og instrueret af Harold P. Warren. Filmen er blevet berygtet for sin utroligt dårlige kvalitet, og er fast inventar på lister der udråber de dårligste spillefilm der nogensinde er lavet.

## Plot
Filmen omhandler en familie, der består af parret Mike og Margaret samt deres 7-årige datter Debbie og hendes hun Peppy. Familien farer vild på vej til Valley Lodge lidt udenfor El Paso i Texas. De havner i en labyrint af grusveje, som de ikke kan komme væk fra igen, og pludselig støder de så på et hus, som de ikke havde bemærket, da de passerede samme område tidligere. Her møder de Torgo, som tager sig af stedet, mens hans Mester er borte. Da Torgo fortæller dem, at der ikke er nogen udvej fra stedet, og at det snart bliver mørkt, beslutter Mike sig for, at familien skal overnatte der, selvom hverken Margaret eller Torgo er begejstrede for det. Torgo henter familiens baggage og afslører sin mærkelige gangart.
I stuen får familien øje på adskillige af de besynderlige møbler, som findes i huset, såsom et alter, der er udsmykket med uhyggelige skulpturer og et frygtindgydende maleri af Mester og hans dobermann. Debbies hund Peppy stikker af, og Mike finder senere hunden lemlæstet. Debbie bliver ked af det og løber selv sin vej, men kommer tilbage til huset med en stor dobberman, som den på billedet. Hun fortæller sin familie om det mærkelige sted hun fandt den, og da hun viser dem stedet, ser vi en stor plads ude midt i ørkenen, hvor en mand, som ligner ham fra maleriet, ligger og sover på en marmorblok, mens 5 kvinder er bundet til pæle, der omringer sovepladsen. Familien skynder sig tilbage for at forhøre Torgo om hvad i alverden der foregår. Imens er Torgo selv nået frem til pladsen, hvor han pønser på et opgør med sin totalitære mester, og afslører at han ønsker sig sin egen kone, fordi Mester har hele 5. Han fortæller at Margaret skal være hans kone.
Da Mester vågner, hører han fra konerne om hvad Torgo har gjort ved dem, mens han var borte. Mester fanger Torgo og beordrer konerne til at straffe ham. Til sidst brænder Mester Torgos hånd af, og Torgo flygter ud i ørkenen. Imens forsøger familien at flygte, og de beslutter sig for at gemme sig i huset, da de ikke tror Mester vil lede efter dem der. Men de tager fejl, og da de vender tilbage, venter Mester dem. Mike skyder Mester, men der sker ingenting. Nogle dage senere ser vi et venindepar ankomme til huset, og her står Mike nu og modtager dem med beskeden om, at han tager sig af stedet, mens Mester er borte. Vi ser også at både Margaret og Debbie er låst fat til pæle omkring Mesters hvilested.

## Rolleliste
- Harold P. Warren som Mike
- Diane Mahree som Margaret
- Jackey Neyman som Debbie
- John Reynolds som Torgo
- Tom Neyman som The Master
- Bernie Rosenblum som teenager
- Joyce Molleur som teenager